# 山崎薫子
山崎 薫子（やまざき かおるこ、1988年7月16日 - ）は、BS10のアナウンサー。

## 経歴
埼玉県さいたま市生まれ、愛知県名古屋市出身。フェリス女学院大学コミュニケーション学科卒業。大学在学時には東京アナウンスセミナーに通っていた。
親戚に女性アナウンサーがおり、その姿を見てアナウンサーを志した。
2012年4月から2014年3月までNHKさいたま放送局に、同年4月から2017年3月まで新潟テレビ21に、同年4月から2021年3月までテレビ山梨に在籍していた。
同年4月からはフリーランスとして活動をスタートし、現役のアナウンサーとして活動するほか、東京アナウンスセミナーで後進の指導も行っていた。その傍ら、2022年4月から2025年3月まではテレビ埼玉の契約アナウンサーとしても活動した。
同年4月、BS10にアナウンサーとして入社し、約4年ぶりに局アナウンサーとしての活動を再開した。

## 担当番組

### 過去
NHKさいたま放送局
- こんにちはいっと6けん
- ひるまえ ほっと
- 首都圏ネットワーク
- 日刊!さいたま〜ず

新潟テレビ21
- スーパーJにいがた
- まるどりっ!

朝だ!生です旅サラダ
- にいがたLive!ナマ+トク
- UX News

テレビ山梨
- UTYニュースの星
- スゴろく

テレビ埼玉
- あなたにカンケイある選挙 2023 県知事選挙 開票特別番組（2023年8月9日）[5]
- 第103回全国高等学校ラグビーフットボール埼玉県大会 開会式（アシスタント、2023年9月2日）[6]
- テレビ埼玉 ニュース930など定時ニュース　※公式youtubeチャンネルで一部視聴可能、ニュース545（毎週金曜担当）

フリー
- みなみおばちゃんのガッチリ金曜日（テレビ山梨、2021年12月24日）[7]
- テレメンタリー「岐路に立つ コメ王国」（ナレーション、新潟テレビ21）[8]
- NHK BSニュース（2021年4月1日 - 2024年3月26日）
- 青森テレビ「わっち‼︎」「あずましTV mini」
- 福島テレビ「スマイルプラス」
- テレビユー福島「げっきんS」
- マイあさ! 関東甲信越のニュース・気象情報（平日隔週6:25、7:20、7:50）

## その他
- 佐藤友祈選手東京パラリンピック金メダル報告会（司会）[9]
- Kinexions Japan 23（司会）[10]